# Paraleuctra sara
Paraleuctra sara is een steenvlieg uit de familie naaldsteenvliegen (Leuctridae). De wetenschappelijke naam van de soort is voor het eerst geldig gepubliceerd in 1937 door Claassen.